# Bukwica (województwo zachodniopomorskie)
Bukwica – osada sołecka w Polsce położona w województwie zachodniopomorskim, powiecie choszczeńskim, gminie Pełczyce. W latach 1975–1998 miejscowość administracyjnie należała do województwa gorzowskiego. W roku 2007 osada liczyła 161 mieszkańców. 

## Geografia
Osada leży ok. 6 km na północny wschód od Pełczyc, między Boguszynami a miejscowością Bolewice.

## Historia
Wieś wzmiankowana jest w źródłach już w 1338 r. W 1833 r. założony został folwark na terenach leśnych, który wchodził w skład domeny królewskiej, podobnie jak 2 majątki dawnego zakonu cysterek w Pełczycach. Majątek był dzierżawiony. Po II wojnie światowej w majątku działało Państwowe Gospodarstwo Rolne, obecnie Agencja Nieruchomości Rolnych.